# Бернард Атон V Транкавель

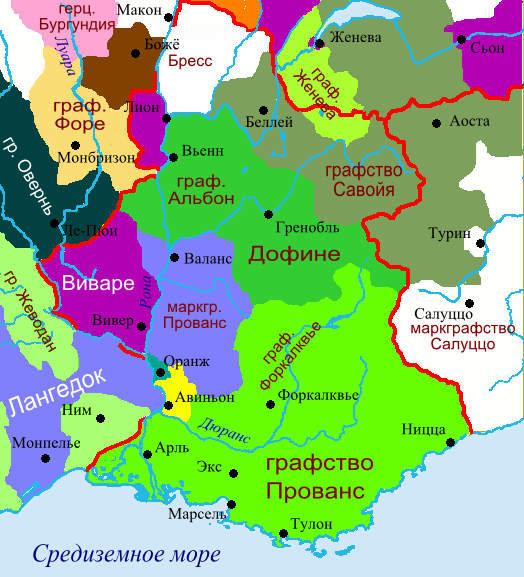
Виконтство Ним на карте

Бернар Атон V (Bernard Aton V Trencavel) (ум. 1159) — виконт Нима с 1129 и Агда с 1150 из рода Транкавель.
Третий сын Бернара Атона IV Транкавеля, виконта Агда, Альби, Безье, Каркассона и Нима, и его жены Сесилии Провансской.
После смерти отца при разделе наследства получил Ним (1129).
В 1150 году умер Роже — брат Бернара Атона V. Согласно завещанию, составленному незадолго до смерти, его владения — Каркассон, Альби и Разес должен получил другой брат — Раймон. Однако тот уступил Бернару Атону V своё виконтство Агд.
Жена (свадьба 1146) — Гиллеметта, дочь Гилема VI, сеньора Монпелье, и Сибиллы де Салуццо. Сын:
- Бернар Атон VI (1159-1214).

Дата смерти Бернара Атона V не известна. В документе 1159 года подразумевается, что его жена Гиллеметта уже была вдовой.